# VIIe corps (armée de l'Union)
Pour les articles homonymes, voir 7e corps d'armée.
Deux corps d'armée de l'armée de l'Union sont appelés VIIe corps pendant la guerre de Sécession.

## VIIecorps(département de la Virginie)
Ce corps est créé le 22 juillet 1862 à partir de différentes troupes de l'Union stationnées dans le Sud-Est de la Virginie. La principale action de combat du corps a lieu au printemps de 1863, quand il est confronté aux troupes confédérées du corps de James Longstreet à Suffolk, Virginie. Les commandants d'unité ont été :
- John Adams Dix, du 22 juillet 1862 au 16 juillet 1863 ;
- Henry Morris Naglee, du 16 au 20 juillet 1863 ;
- George W. Getty, du 20 juillet au 1er août 1863.

## VIIecorps(département de l'Arkansas)
Après la désactivation du VIIe corps original à l'été de 1863, un second VIIe corps est formé à partir des troupes du département de l'Arkansas. La plupart de son service actif se produit au cours de l'expédition en Arkansas de Steele. Les commandants d'unité sont :
- Frédéric Steele, du 6 janvier au 22 décembre 1864 ;
- Joseph J. Reynolds, du 22 décembre 1864 au 1er août 1865.